# Luc Chatel (journaliste)
Pour les articles homonymes, voir Luc Chatel et Chatel.
Né le 6 avril 1973à Boulogne-sur-Mer, Luc Chatel, alias Martin Brésis, est enseignant à Sciences Po et essayiste français. Il vit à Saint-Etienne (Loire).

## Biographie
Luc Chatel est journaliste indépendant : il travaille pour le Monde (comme correspondant à Saint-Etienne et pour les pages "religions"), Blast, la Brèche et la Gazette des Communes. Il est chargé d'enseignement à Sciences Po Lyon où il donne un cours sur "La fabrication de l'information".
Il a été longtemps journaliste à Témoignage chrétien (1997-2011) dont il a été le rédacteur en chef. Comme journaliste indépendant, il a écrit pour Les Inrockuptibles, Les Lettres Françaises, Hexagones.fr
Luc Chatel a dirigé les éditions Temps Présent (de 2014 à 2022) où il a publié une vingtaine d'ouvrages, particulièrement dans le domaine des sciences humaines.

## Ouvrages
- Qui veut la peau des maires de France ?, Éditions Le Cherche Midi, 2024, 160 pages  (ISBN 978-2749178325)
- STOP - 68 artistes s'engagent, ouvrage collectif, auteur du chapitre "A quoi servent les médias ?", Éditions La manufacture du Livre, 2023, 288 pages  (ISBN 978-2-3855-3018-1)
- La face cachée d'Éric Zemmour, Éditions Arcane 17, 2022, 90 p.  (ISBN 978-2-4930-4909-4)
- Civitas & les nouveaux fous de Dieu, Éditions Temps présent, 2014, 160 p.,  (ISBN 978-2-9168-4217-2)
- Les Tartuffes du petit écran : de Thierry Ardisson à Eric Zemmour, le bal des faux impertinents, Éditions JC Gawsewitch, 2012, 224p.,  (ISBN 978-2350133751)
- Médias, la faillite d'un contre-pouvoir, co-écrit avec Philippe Merlant, préface de Miguel Benasayag, Éditions Fayard, 2009, 336 p.  (ISBN 978-2213635071)